# حادثه آتش‌زدن عمارت اربابی قلمرو ساتسوما در ادو

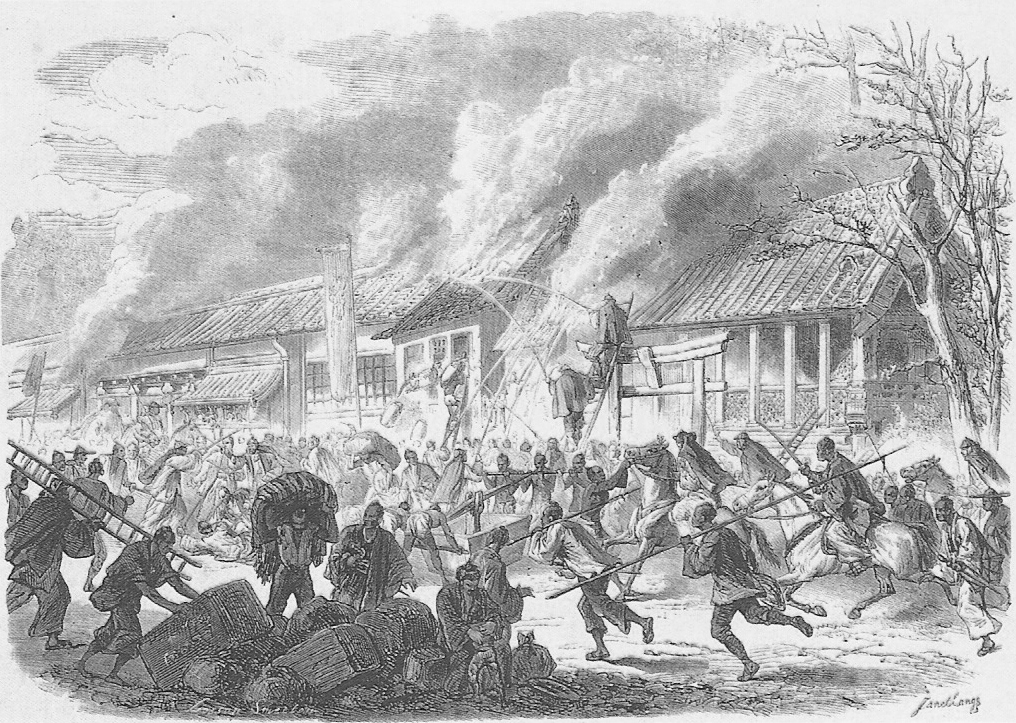
تصویرسازی برای مقاله‌ای در مجله هفتگی فرانسوی "L'Illustration".

حادثه آتش‌زدن عمارت اربابی قلمرو ساتسوما در ادو (به ژاپنی: 江戸薩摩藩邸の焼討事件) به حادثه آتش زدن عمارت اربابی قلمرو ساتسوما در ۱۹ ژانویه ۱۸۶۸ برابر با روز بیست و پنجم از ماه دوازدهم سال سوم کیئو (دوره) در اواخر دوره ادو در میتا-میناتو، توکیو، ادو در دوره باکوماتسو توسط طرفداران شوگون‌سالاری توکوگاوا (اعضای شینسنگومی در قلمرو شونای) اشاره دارد. در ادو، حدود اوایل اکتبر، به دستور سایگو تاکاموری، رونین‌ها (سامورایی‌های بدون ارباب) در شهر ادو جمع شدند و به طرز تحریک‌آمیزی در شهر خرابکاری کردند و باعث سرقت‌ها و قتل‌های مکرر و ایجاد ناآرامی در شهر شدند. با تحقیق‌های بیشتر نیروهای امنیتی شوگون‌سالاری ادو، مشخص شد که این توطئه‌ای از سوی ساتسوما بوده است. تحریک نیروهای شوگون‌سالاری توسط طرفداران قلمرو ساتسوما عامل آتش زدن عمارت اربابی این قلمرو در ادو دانسته می‌شود.
این حمله منجر به جنگ بوشین شد.

## زمینه
در اکتبر سال ۱۸۶۷ یامائوچی یودو دایمیوی پیشین قلمرو توسا راهی میانه برای مسئله سازمان سیاسی کشور ژاپن ارائه کرد که به «پیشنهاد توسا» معروف است. این پیشنهاد دایر بر کناره‌گیری شوگون به نفع شورای دایمیوها که زیر نظر امپراتور باشد. بدین ترتیب قدرت سیاسی شوگون به امپراتور اعاده می‌شد اما رئیس خاندان توکوگاوا اراضی تیولی خود را نگه می‌داشت و به جای رهبری نظامی و سیاسی کشور مقام نخست‌وزیری را دارا می‌شد. یوشینوبو این پیشنهاد را در ماه نوامبر همان سال پذیرفت.
یامائوچی یودو، دایمیوی پیشین قلمرو توسا نامه‌ای به آخرین شوگون از شوگون سالاری توکوگاوا، توکوگاوا یوشینوبو نوشت و از وی خواست حکومت را به امپراتور ژاپن بازگرداند. در طرحی که برای اجرا در آینده توسط نیشی آمانه که مغز متفکر در دستگاه حکومتی یوشینوبو دانسته می‌شد تدوین شده بود تقسیم قدرت بین حکومت (رئیس خاندان توکوگاوا)، دربار و دایمیوها پیش‌بینی شده بود.
در روز ۸ نوامبر توکوگاوا یوشینوبو در نامه‌ای که به دربار فرستاد خواستار اجازهٔ بازگرداندن اقتدار خود به امپراتور شد. فردای آن روز یوشینوبو به دربار احضار شد و به او اطلاع دادند که امپراتور میجی درخواست وی را برای بازگشت قدرت سیاسی به امپراتور (تایسی هوکان) پذیرفته است.
کودتای احیای حکومت امپراتوری در روز ۳ ژانویه ۱۸۶۸ انجام و روز بعد رسماً اعلام شد، پس از آن امپراتور یگانه فرمانروای ژاپن بود. بدین ترتیب به یکباره قدرت سیاسی به دست امپراتور ۱۵ ساله افتاد اما هنوز دستگاهی برای اداره امور مملکت ایجاد نشده بود. قبل از کودتا جلسه مهمی به نام جلسه کوگوشو در حضور امپراتور برگزار شد و ایواکورا تومومی که از درباریان بود عنوان کرد یوشینوبو در بازگرداندن قدرت به امپراتور جز یک نام تهی واگذار نکرده است و از کجا پیداست که قدرت و ثروتش را به راستی برگرداند.
روز ۵ ژانویه توکوگاوا یوشی‌کاتسو و ماتسودایرا یوشیناگا که هر دو از مقام‌های نظام تازه بودند به قلعه نیجو در کیوتو به نزد شوگون توکوگاوا یوشینوبو رفتند و برخلاف آنچه در «پیشنهاد توسا» آمده بود، از وی خواستند که مقام نای‌دایجین (وزیر داخلی) و همچنین املاک خود را تحویل دهد.
در قلعه نیجو بسیاری از سامورایی‌های خشمگین تحت حمایت توکوگاوا و سربازانی از قلمروهای مرتبط مانند آیزو، قلمرو کووانا، هیکونه، تسو و اوگاکی از قبل جمع شده بودند و تصمیم جلسه، «استعفا و تسلیم زمین» را به آنها ابلاغ کردند. به عنوان یک استدلال داخلی برای پاسخی که یوشینوبو ارائه می‌داد، این دو مرد پیشنهاد کردند که یوشینوبو از مقام رسمی درجه یک خود صرف نظر کند و نیمی از ۴ میلیون ککو زمین خود را به عنوان کمک به دولت جدید اهدا کند. یوشینوبو می‌خواست از دادن پاسخ فوری در حضور چنین سامورایی‌های خشمگین و قبایل مرتبط خودداری کند. او پاسخ خود را به تأخیر انداخت و مدتی برای بررسی و آرام شدن درخواست کرد. به نظر می‌رسد که یوشینوبو، که حامی امپراتور بود، هیچ اعتراضی به پیروی اساسی از دستورهای دربار امپراتوری نداشت، اما بیشتر از همه از طغیان سربازان خشمگین می‌ترسید. اگر این طغیان بی‌دقتی پیش می‌رفت و به یک جنگ داخلی منجر می‌شد، او می‌توانست به دشمن دربار امپراتوری تبدیل شود. توکوگاوا یوشینوبو فرماندهان قلعه نیجو را جمع کرد و به آنها دستور داد: «اگر شنیدید که یوشینوبو سپوکو انجام داده است، هر کاری دوست دارید انجام دهید. تا زمانی که او زنده است، از طغیان خودداری کنید.» با این حال، او نمی‌توانست اوضاع را نادیده بگیرد، زیرا مردم به‌طور فزاینده‌ای عصبانی می‌شدند و آن را توطئه‌ای از سوی قلمرو ساتسوما می‌دانستند و با در نظر گرفتن نظرماتسودایرا یوشیناگا، از قلعه نیجو به قلعه اوساکا عقب‌نشینی کرد.
روز ۱۴ ژانویه یوشینوبو وزیران مختار انگلیس، فرانسه، ایتالیا، آمریکا، روسیه و هلند را در قلعه اوساکا پذیرفت و آن‌ها را از تغییرها در حکومت ژاپن آگاه کرد اما تأکید کرد که همچنان عهده‌دار همه امور مربوط به روابط با ممالک خارج است زیرا که حکومت تازه هنوز آماده پرداختن به این گونه امور نیست. سه روز پس از در ۱۷ ژانویه آن یوشینوبو اعلام کرد که خود را مقید به اعلامیه بازگشتن قدرت به امپراتور نمی‌داند و از دربار خواست آن را لغو کند.

## تحریک نیروهای طرفدار شوگون‌سالاری توسط قلمرو ساتسوما
مطمئناً، ساتسوما منابع انسانی بسیار خوبی مانند سایگو تاکاموری و اوکوبو توشیمیچی داشت و همچنین از قدرت نظامی برخوردار بود. آنها برای شوگون سالاری یک تهدید بودند.
با این حال، حتی قوی‌ترین‌ها هم نقاط ضعف خود را دارند. از نظر مالی و دیپلماسی، خاندان توکوگاوا همچنان دست بالا را داشتند. یوشینوبو با توجه به تجربه سیاسی خود مطمئن بود که اگر در یک درگیری نظامی شکست نخورد، اوضاع به نفع او تغییر خواهد کرد. برعکس، از دیدگاه ساتسوما، اگر آنها فقط می‌توانستند درگیر درگیری مسلحانه شوند، می‌توانستند قدرت واقعی را به دست بگیرند. تنها یک راه خروج وجود داشت و آن هم ساده بود. سایگو تاکاموری باید روی چگونگی تحریک و خشمگین کردن طرفداران شوگون سالاری تمرکز می‌کرد. مردی که او به عنوان رهبر «ساتسوما روشی-تای» (سامورایی‌های بدون ارباب ساتسوما) انتخاب کرد، سوزو ساگارا، یک طرفداری دو آتشه سوننو جوئی (احترام به امپراتور، اخراج بربرها) بود.
سایگو به ساگارا دستور داد که بارها و بارها در خیابان‌های ادو مرتکب قتل‌های خیابانی، دزدی و آتش‌سوزی شود. در نهایت تندروهای قلمرو شونای که در حال سرکوب رونین‌ها بودند، با این تحریک همراه شدند. آنها تصمیم گرفتند اقامتگاه خاندان ساتسوما را به آتش بکشند. با شنیدن این خبر، کسانی که در قلعه اوساکا بودند نیز فوراً مشتاق «سرنگونی ساتسوما» شدند.
تا این هنگام یوشینوبو همچون یکی از اتباع وفادار به امپراتور رفتار کرده و فرمان‌های او را بی‌چون و چرا پذیرفته بود اما در روز ۱۸ ژانویه استحکامات جنبی قلعه ادو متعلق به خاندان توکوگاوا در آتش سوخت و حکومت شوگونی آتش‌سوزی را کار رزمندگان قلمرو ساتسوما دانست.

## روز حادثه
ابتدا، در ۲۵ دسامبر آبه توزو، یک سامورایی از قلمرو شونای که مسئول مذاکرات بود، به تنهایی از اقامتگاه ساتسوما بازدید کرد. او با «شینوزاکی هیکوجورو»، که مسئول مراقبت از اقامتگاه بود، تماس گرفت و به او اطلاع داد که تمام رونین‌های راهزن را خلع سلاح کرده و تحویل دهد، اما شینوزاکی از تحویل فوری آنها خودداری کرد. آبه گفت: «آنها راهزنان را تحویل نمی‌دهند. خب، کار من تمام است.» و شینوزاکی او را از اقامتگاه بیرون فرستاد. شینوزاکی از در کناری بیرون رفت تا ببیند بیرون چه خبر است، اما سربازان شونای منتظر او بودند. آبه فریاد زد: «دیگر بس است» و نیروهای شوگون از این فرصت برای حمله استفاده کردند. شینوزاکی توسط یک سرباز شونای با ضربات چاقو کشته شد. سربازان شونای که اقامتگاه را احاطه کرده بودند نیز شروع به شلیک توپخانه کردند و همزمان از سه طرف، به جز دروازه غربی، به اقامتگاه ساتسوما حمله کردند. شماری را کشتند و سرانجام هم عمارت را آتش زدند تا با خاک یکسان شد. تعداد کشته‌شدگان در این حمله آتش‌سوزی عمدی در مجموع ۶۴ نفر، از جمله خدمتکاران و رونین‌ها از قلمرو ساتسوما، و ۱۱ نفر از طرف شوگون‌سالاری سابق، شامل ۹ نفر از قلمرو کامینویاما و ۲ نفر از قلمرو شونای، بود. همچنین ثبت شده است که ۱۱۲ رونین اسیر شدند.

## جنگ با ساتسوما
در روز سال نو در سال ۱۸۶۸ (کیو ۴)، جناح توکوگاوا سندی با عنوان اعلان حمله به ساتسوما صادر کرد. این سند، بیانیه‌ای خشمگینانه بود مبنی بر اینکه «رفتار قلمرو ساتسوما را نمی‌توان نیت واقعی دربار امپراتوری دانست. این رفتار باید نتیجه توطئه‌ای از سوی ملازمان وفادار خاندان شیمازو باشد.» این سند به نام یوشینوبو نوشته شده بود، اما در مورد میزان دخالت او در محتوای سند، نظرات متفاوتی وجود دارد. در هر صورت، یوشینوبو احتمالاً تحت تأثیر جناح طرفدار جنگ قرار گرفته بود.
او در حالی که بازرس ارشد خود، تاکیگاوا توموتاکا، را با «اوساتسو-نو-اوموته» (سند حمله به ساتسوما) به کیوتو می‌فرستاد، ارتش ساتسوما را که در سواحل هیوگو لنگر انداخته بودند، در شامگاه دوم ژانویه بمباران کرد. همان شب، او به اقامتگاه ساتسوما در اوساکا حمله کرد. در مورد کیکی، او در حالی که در قلعه اوساکا اقامت داشت، نامه‌هایی به فرستادگان هر کشور فرستاد و به آنها اطلاع داد که با قلمرو ساتسوما در جنگ است. اگر قرار بود بجنگد، نمی‌توانست شکست را تحمل کند. طرف توکوگاوا ۱۵٫۰۰۰ سرباز داشت، در حالی که نیروهای ساتسوما-چوشو حداکثر ۵۰۰۰ نفر بودند. کیکی در حالی که به خودش می‌گفت از نظر قدرت نظامی برتری دارد، احتمالاً تمرکز خود را به شکست دادن ساتسوما تغییر داد.

## آغاز جنگ بوشین
خبر این درگیری فردای آن روز در قلعه اوساکا به یوشینوبو رسید و وی از سر خشم تصمیم گرفت که رزمندگانش را روز ۲۵ ژانویه برای حمله به کاخ امپراتوری کیوتو بفرستد. اولین نبرد از سلسله نبردهای معروف به جنگ بوشین بنام نبرد توبا–فوشیمی بین طرفداران حکومت شوگون‌سالاری توکوگاوا با طرفداران امپراتور در ژاپن در ۲۷ ژانویه ۱۸۶۸ آغاز شد (یا سال چهارم کیئو (دوره) - ماه اول، روز سوم، بر اساس تقویم ژاپنی)، در این نبرد نیروهای شوگونی و نیروهای متفقین قلمرو چوشو، قلمرو ساتسوما و قلمرو توسا در نزدیکی فوشیمی، کیوتو در مقابل یکدیگر قرار گرفتند. این نبرد چهار روز طول کشید و با شکست قاطع شوگون‌سالاری پایان یافت.